# Кара-Баткак
Кара-Баткак (кирг. Кара-Баткак) — село в Узгенском районе Ошской области Кыргызстана. Входит в состав Алтын-Булакского аильного округа. Код СОАТЕ — 41706  255 860 05 0

## Население
По данным переписи 2023 года, в селе проживало 218 человек.